# 카살 베르노키-첸트로 자노역
카살 베르노키-첸트로 자노역(이탈리아어: Stazione di Casal Bernocchi - Centro Giano)은 로마-리도 선에 있는 철도역 중 하나이다. 이 역은 카살 베르노키와 센트로 자노 부근에 위치해 있다.

## 역사
카살 베르노키역은 INA 주택 시기 개발된 신도시 접근을 용이하게 만들기 위해 건설되었으며, 1971년 8월 9일 영업을 시작했다.

## 시설
카살 베르노키-첸트로 자노 역에는 다음과 같은 시설이 있다.
- 파크 앤드 라이드 시설
- 장애인 전용 승차시설
- 엘리베이터

## 서지
- Angelo Curci: La ferrovia Roma / Ostia Lido. Roma 1974